# 茚嗪氟草胺
茚嗪氟草胺是一种含氮有机氟化合物，分子式C
16H
20FN
5，属于三嗪类除草剂。1991年日本出光兴产株式会社申请了2-氨基-6-氟烷基三嗪衍生物作为除草剂的专利，后由德国拜耳公司合成茚嗪氟草胺，2010年在美国批准使用。